# Lợi Thông
Lợi Thông (tiếng Trung: 利通区, Hán Việt: Lợi Thông khu) là một quận thuộc địa cấp thị Ngô Trung, Khu tự trị dân tộc Hồi Ninh Hạ, Cộng hòa Nhân dân Trung Hoa. Lợi Thông có diện tích 1112 km2, dân số 310.000 người. Mã số bưu chính của Lợi Thông là 751100。